# Константинопольский собор (394)
Константинопольский собор — поместный собор христианской церкви, состоявшийся в Константинополе в 394 году в правление императоров Аркадия и Гонория. В работе собора приняли участие 20 епископов (в том числе Феофил Александрийский и Флавиан Антиохийский), председательствовал Нектарий Константинопольский.
Поводом для созыва собора послужил спор между двумя епископами. Багадий был избран на Бострийскую кафедру, а затем по какому-то обвинению был низложен двумя епископами и на его место был поставлен Агапий. Собор рассмотрел это дело и принял правило, что «не подобает впредь епископу судимому извергаемым быть от священного чина ни двумя, ни тремя епископами, но по приговору большего Собора и, если возможно, всех епископов той области». Это единственное правило Константинопольского собора вошло в Православной церкви в общий свод церковного права.